# Bill Moseley
För andra betydelser, se William Moseley.
William "Bill" Moseley, född 11 november 1951, är en amerikansk skådespelare och musiker.
Mosley har spelat i ett antal Kultfilmer och skräckfilmer omfattande House of 1000 Corpses, Repo! The Genetic Opera och The Devil's Rejects. Hans första stora roll som skådespelare var i skräckfilmen The Texas Chainsaw Massacre 2 som Chop Top. Han har också släppt skivor med gitarristen Buckethead genom bandet Cornbugs. Han dubbade en av rösterna i den svenska skräckfilmsparodin Evil Ed.

## Filmografi
- Endangered Species (1982)
- Osa (1985)
- The Texas Chainsaw Massacre 2 (1986)
- Mamba (1988)
- Panik (1988)
- Pink Cadillac (1989)
- Silent Night, Deadly Night 3: Better Watch Out! (1989)
- Crash and Burn (1990)
- The First Power (1990)
- The End of Innocence (1990)
- Night of the Living Dead (1990)
- White Fang (1991)
- Inside Out 2 (1992)
- Honey, I Blew Up the Kid (1992)
- Army of Darkness (1993)
- Mr. Jones (1993)
- The Getaway (1994)
- Blood Run (Outside the law) (1994)
- Prehysteria 3! (1995)
- Evil Ed (1997) (röst)
- The Convent (2000)
- Point of Origin (2002)
- Essence of Echoes (2002)
- Live from Baghdad (2002)
- House of 1000 Corpses (2003)
- Vicious (2003)
- Anderson's Cross (2004)
- The Devil's Rejects (2005)
- Evil Bong (2006)
- Fallen Angels (2006)
- A Dead Calling (2006)
- Thr3e (2007)
- Grindhouse – avsnitt Werewolf Women of the S.S. (2007)
- Home Sick (2007)
- Halloween (2007)
- House (2008)
- A Perfect Place (2008)
- Babysitter Wanted (2008)
- Repo! The Genetic Opera (2008)
- The Alphabet Killer (2008)
- Alone in the Dark II (2008)
- The Devil's Tomb (2009)
- The Haunted World of El Superbeasto (2009) (röst)
- Dead Air (2009)
- Blood Night: The Legend of Mary Hatchet (2009)
- 2001 Maniacs: Field of Screams (2010)
- The Graves (2010)
- Godkiller: Walk Among Us (2010) (röst)
- The Tortured (2010)
- Eldorado (2010)
- Night of the Living Dead: Origins 3D (2010)
- Texas Chainsaw Massacre 3D (2013)
- 3 från helvetet (2019)
- Prisoners of the Ghostland (2021)